# Richard Holbrooke
Richard Charles Albert Holbrooke, född 24 april 1941 på Manhattan i New York i New York, död 13 december 2010 i Washington, D.C., var en amerikansk diplomat. Han var bland annat chefsförhandlare i fredsprocesserna i Bosnienkriget, vilka ledde fram till Daytonavtalet 1995. Han var även USA:s 22:a FN-ambassadör.

## Biografi
Holbrooke avlade kandidatexamen i historia vid Brown University 1962, efter att ha blivit antagen till lärosätet via ett stipendium.
Han var redaktör för tidskriften Foreign Policy åren 1972–1977. Han var även kolumnist i The Washington Post. I samband med presidentvalet i USA 1976 arbetade han för demokraternas kandidat Jimmy Carters presidentkampanj. Han arbetade sedan i Carters administration som rådgivare i utrikespolitiska frågor. Efter att Carter förlorade presidentvalet 1980 började Holbrooke under 1980-talet arbeta på Wall Street för bland annat investmentbanken Lehman Brothers.
Under 1990-talet återvände Holbrooke till politiken och Washington, D.C. Åren 1993–1994 var han USA:s ambassadör i Tyskland samt president Bill Clintons sändebud i Kosovo. Därefter var han chefsförhandlare i försöken att nå fred i Bosnienkriget, vilka ledde fram till fredsfördraget Daytonavtalet i november 1995. Förhandlingarna kring Daytonavtalet brukar betraktas som hans främsta yrkesgärning. Med sin roll i Daytonavtalet diskuterades han även som en kandidat till Nobels fredspris. Han har skrivit boken To End a War (1998) om sin tjänstgöring i samband med Bosnienkriget.
Holbrooke utsågs av president Bill Clinton till USA:s FN-ambassadör under perioden 1999–2001. Han tjänstgjorde även åren 2009–2010 som USA:s representant i Afghanistan och Pakistan under president Barack Obama.
Han diskuterades som en kandidat till att bli USA:s utrikesminister både 1997 (inför utnämningen av Madeleine Albright) och 2009 (inför utnämningen av Hillary Clinton).
Holbrooke avled den 13 december 2010 på George Washington University Hospital i Washington D.C. efter komplikationer från en operation den 11 december till följd av brusten kroppspulsåder.